# Större svalstjärtsseglare
Större svalstjärtsseglare (Panyptila sanctihieronymi) är en fågel i familjen seglare. Den förekommer i bergstrakter i Centralamerika. Arten tros minska i antal, men beståndet anses vara livskraftigt.

## Utseende och läte
Större svalstjärtsseglare är en stor (18–20 cm) svartvit seglare med lång och kluven stjärt som oftast hålls stängd. Den har svart kropp, svart hjässa och vit halskrage. Vingarna är svarta med vit vingbakkant. Flykten är snabb och akrobatisk med djupa vingslag och långa glid då vingarna typiskt är något nedåtböjda.
Arten är mycket lik systerarten mindre svalstjärtsseglare, men denna är mycket mindre, med smalare vitt halsband och mindre tydligt vitt på vingarna. De delar dessutom normalt sett inte utbredningsområde.

## Utbredning och systematik
Fågeln förekommer från bergstrakterna i södra Mexiko till södra Honduras och uppträder även sällsynt i norra Costa Rica. Den behandlas som monotypisk, det vill säga att den inte delas in i några underarter.

## Levnadssätt
Större svalstjärtsseglare påträffas generellt i höglänta områden från 1000–2000 meters höjd, i rätt ostörda och klippiga områden. Den ses vanligen enstaka eller i smågrupper om upp till tio individer.

## Status och hot
Arten har ett stort utbredningsområde, men tros minska i antal, dock inte tillräckligt kraftigt för att den ska betraktas som hotad. Internationella naturvårdsunionen IUCN listar därför arten som livskraftig (LC). Beståndet uppskattas till under 50 000 vuxna individer.